# CMLL世界スーパーライト級王座
CMLL世界スーパーライト級王座は、CMLLが管理、認定している王座。

## 歴代王者
| 歴代   | 選手                     | 戴冠回数 | 獲得日付       | 獲得場所                               |
| ------ | ------------------------ | -------- | -------------- | -------------------------------------- |
| 初代   | ロッキー・ロメロ         | 1        | 2003年9月12日  | メキシコシティ                         |
| 第2代  | ヴィールス               | 1        | 2003年11月14日 | メキシコシティ                         |
| 第3代  | ロッキー・ロメロ         | 2        | 2004年12月10日 | メキシコシティ                         |
| 第4代  | トミー・ウィリアムス     | 1        | 2005年9月15日  | アメリカ・カリフォルニア州ロサンゼルス |
| 第5代  | ロッキー・ロメロ         | 3        | 2006年1月21日  | アメリカ・カリフォルニア州ロサンゼルス |
| 第6代  | マスカラ・ドラダ（初代） | 1        | 2009年4月7日   | メキシコシティ                         |
| 第7代  | ヴィールス               | 2        | 2011年6月7日   | メキシコシティ                         |
| 第8代  | ドラゴン・リー（2代目）  | 1        | 2015年4月5日   | メキシコシティ                         |
| 第9代  | カマイタチ               | 1        | 2016年1月24日  | 後楽園ホール                           |
| 第10代 | ドラゴン・リー（2代目）  | 2        | 2016年3月4日   | メキシコシティ                         |
| 第11代 | カワトサン               | 1        | 2019年6月30日  | メキシコシティ                         |
| 第12代 | スティグマ               | 1        | 2022年3月15日  | メキシコシティ                         |